# 高木仙右衛門
高木 仙右衛門（たかぎ せんえもん、文政7年2月12日（1824年3月12日） - 明治32年（1899年）4月13日）は江戸時代末期から明治時代における浦上キリシタンの中心人物。

## 略歴
肥前国西彼杵郡浦上山里村本原郷辻（現・長崎県長崎市辻町）に生まれた。慶応元年（1865年）の大浦における信徒発見後、自分の家を秘密聖堂（聖ヨゼフ堂）とし、浦上の伝道士を務めた。
慶応3年（1867年）の浦上四番崩れにおいて、信徒82人とともに捕縛され、投獄。拷問の末、仙右衛門を除き全員が転ぶことを誓った。浦上の庄屋の家に留め置かれた後、桜町の六番牢に入れられ、さらに小島の牢屋に移された。そして浦上や外海等に住む数千人の信徒が配流された際に、仙右衛門も津和野へ流された。
明治6年（1873年）2月24日の禁教令の解除により解放され、故郷に帰った。帰郷後、伝道士として赤痢患者の救護や孤児救済事業に全財産を投じ、教会建築にも尽力した。明治32年（1899年）4月13日に75歳で死去。浦上四番崩れに関する体験談として、『仙右衛門覚書』を遺している。

## 祖先・高木権左衛門
天正8年（1580年）に大村純忠によりイエズス会に寄進された長崎は教会領となり、多くのキリシタンが住むようになった。町の中心人物であった頭人たちの多くもキリシタンだった。しかし、長崎住民に対する棄教命令が出され、それに伴い長崎代官の末次平蔵や町年寄高木作右衛門は棄教し、幕府の意を受けた長崎奉行と協力して町人の改宗に着手した。
それを拒んで長崎の町を出た人は多く、町年寄だった町田ジョアン宗賀や後藤トメ宗印も長崎の町を去った。その中には、高木作右衛門の一族・権左衛門もおり、浦上に逃れ、ここで潜伏して信仰を続けた。この権左衛門が、仙右衛門の祖先である。以後、浦上の高木氏は隠れキリシタンの庇護を続けた。

## 子孫
曾孫高木慶子は仙右衛門に関して2004年学位論文を書いた。題は「高木仙右衛門に関する研究 「覚書」の分析を中心にして」。